# Potok Jaśkowy
Potok Jaśkowy – potok przepływający w całości w granicach administracyjnych Gdańska. Lewobrzeżny dopływ Potoku Królewskiego.
Potok wypływa na wysokości ok. 50 m n.p.m. na południe od Strzyskiej Góry u jej podnóża, w okolicy Harcerskiej Bazy Obozowej Morena w dzielnicy Wrzeszcz Górny, przy granicy z dzielnicą Piecki-Migowo. Dalej płynie częściowo odkrytym kanałem na północny wschód wzdłuż ulicy Jaśkowa Dolina, przy czym kilkaset metrów od źródła potok zostaje mocno skanalizowany, poza kilkoma stawkami na prywatnych posesjach wzdłuż Jaśkowej Doliny. Od XVII do początku XX w. wzdłuż potoku powstało szereg stylowych rezydencji, w których potok wykorzystywany był do zasilania lokalnych stawów i "basenów". Przy obecnym skrzyżowaniu ul. Jaśkowej Doliny z al. Grunwaldzką w XIX i na początku XX wieku, na potoku istniał wodopój dla koni, w miejscu obecnego usytuowania przedwojennej fontanny. Dalej potok skręca na wschód i płynie wzdłuż al. Grunwaldzkiej – jej południowego pasa drogowego. Potok Jaśkowy łączy się z Potokiem Królewskim pod skrzyżowaniem al. Grunwaldzkiej i ul. Bohaterów Getta Warszawskiego.